# Sciades granulicollis
Sciades granulicollis là một loài bọ cánh cứng trong họ Cerambycidae.